# Кузнецово (Венгеровский район)
Кузнецово — исчезнувшая деревня в Венгеровском районе Новосибирской области России. На момент упразднения входила в состав Вознесенского сельсовета. Исключена из учётных данных в 1987 году.

## География
Располагалась на левом берегу реки Омь у озера-старицы Кривое, в 1,5 км к югу от села Вознесенка.

## История
Деревня была основана в 1746 году. В 1928 году состояла из 99 хозяйств. В административном отношении являлась центром Кузнецовского сельсовета Спасского района Барабинского округа Сибирского края. В деревне располагались школа 1-й ступени и маслозавод.
Решением Новосибирского облисполкома от 23.04.1987 г. № 208 деревня исключена из учётных данных.

## Население
По переписи 1926 г. в деревне проживало 500 человек (230 мужчин и 270 женщин), основное население — русские.